# Junior League World Series 2013
Die Junior League World Series 2013 war die 33. Austragung der Junior League Baseball World Series, einem internationalen Baseballturnier für Knaben zwischen 13 und 14 Jahren. Gespielt wurde wie jedes Jahr in Taylor, Michigan.

## Teilnehmer
Die zehn Mannschaften bildeten eine Gruppe aus fünf Mannschaften aus den Vereinigten Staaten und eine Gruppe aus fünf internationalen Mannschaften.
| Vereinigte Staaten                      | International                                   |
| --------------------------------------- | ----------------------------------------------- |
| Massapequa Park, New York Region Ost    | Taoyuan, Chinesisch Taipeh Region Asien-Pazifik |
| Goodlettsville, Tennessee Region Südost | Brno, Tschechien Region Europa und Afrika       |
| Lafayette, Louisiana Region Südwest     | Calgary, Alberta Region Kanada                  |
| Rio Rico, Arizona Region West           | Willemstad, Curaçao Region Lateinamerika        |
| Bedford, Indiana Region Zentral         | Manatí, Puerto Rico Region Puerto Rico          |

## Ergebnisse
Die Teams wurden in zwei Gruppen eingeteilt. Jeder spielte gegen Jeden in seiner Gruppe, die beiden Ersten spielten gegeneinander den Finalplatz aus.

### Vorrunde

#### Gruppe Vereinigte Staaten
| Platz | Region  | W | L | %     |
| ----- | ------- | - | - | ----- |
| 1.    | Südost  | 3 | 1 | 0.750 |
| 2.    | West    | 3 | 1 | 0.750 |
| 3.    | Südwest | 2 | 2 | 0.500 |
| 4.    | Zentral | 2 | 2 | 0.500 |
| 5.    | Ost     | 0 | 4 | 0.000 |

| Datum       | Zeit  | Begegnung | Begegnung | Begegnung | Ergebnis    |
| ----------- | ----- | --------- | --------- | --------- | ----------- |
| 11. August  | 12:00 | Südost    | –         | West      | 3:1 Box     |
| 11. August  | 17:30 | Zentral   | –         | Südwest   | 3:2 Box     |
| 12. August  | 11:00 | Ost       | –         | Südwest   | 0:5 Box     |
| 13. August* | 14:45 | Zentral   | –         | Südost    | 6:4 Box     |
| 13. August  | 20:15 | Südwest   | –         | Südost    | 12:13 Box   |
| 14. August  | 12:00 | Ost       | –         | West      | 1:2 Box     |
| 14. August  | 17:30 | West      | –         | Zentral   | 2:1 (8) Box |
| 14. August  | 20:15 | Ost       | –         | Südost    | 4:5 (8) Box |
| 15. August  | 12:00 | Zentral   | –         | Ost       | 11:9 Box    |
| 15. August  | 20:15 | Südwest   | –         | West      | 5:7 Box     |

* Spiel wegen Gewittern vom 12.8. auf den 13.8. verschoben.

#### Gruppe International
| Platz | Region            | W | L | %     |
| ----- | ----------------- | - | - | ----- |
| 1.    | Asien-Pazifik     | 4 | 0 | 1.000 |
| 2.    | Lateinamerika     | 3 | 1 | 0.750 |
| 3.    | Puerto Rico       | 2 | 2 | 0.500 |
| 4.    | Europa und Afrika | 1 | 3 | 0.250 |
| 5.    | Kanada            | 0 | 4 | 0.000 |

| Datum       | Zeit  | Begegnung         | Begegnung | Begegnung         | Ergebnis     |
| ----------- | ----- | ----------------- | --------- | ----------------- | ------------ |
| 11. August  | 14:45 | Puerto Rico       | –         | Lateinamerika     | 3:14 (6) Box |
| 11. August  | 20:15 | Kanada            | –         | Europa und Afrika | 5:9 Box      |
| 13. August* | 09:00 | Europa und Afrika | –         | Asien-Pazifik     | 1:6 Box      |
| 13. August* | 12:00 | Kanada            | –         | Puerto Rico       | 1:9 Box      |
| 13. August  | 17:30 | Lateinamerika     | –         | Kanada            | 18:2 (5) Box |
| 14. August  | 09:00 | Puerto Rico       | –         | Asien-Pazifik     | 0:15 (5) Box |
| 14. August  | 14:45 | Europa und Afrika | –         | Puerto Rico       | 2:3 Box      |
| 15. August  | 09:00 | Asien-Pazifik     | –         | Lateinamerika     | 13:2 (5) Box |
| 15. August  | 14:45 | Lateinamerika     | –         | Europa und Afrika | 13:6 Box     |
| 15. August  | 17:30 | Asien-Pazifik     | –         | Kanada            | 19:2 (5) Box |

* Spiele wegen Gewittern vom 12.8. auf den 13.8. verschoben.

### Finalrunde
|  | US und Intern. Finale | US und Intern. Finale |                   |          | Weltmeisterschaft | Weltmeisterschaft |
|  |                       |                       |                   |          |                   |                   |
|  | 16. August Box        |                       |                   |          |                   |                   |
|  | IN1 Asien-Pazifik (5) | 11                    |                   |          |                   |                   |
|  | IN2 Lateinamerika     | 0                     |                   |          | 17. August Box    | 17. August Box    |
|  |                       |                       | IN1 Asien-Pazifik | 11       |                   |                   |
|  | 16. August Box        | 16. August Box        |                   | US2 West | 2                 |                   |
|  | US1 Südost            | 3                     |                   |          |                   |                   |
|  | US2 West              | 7                     |                   |          |                   |                   |
|  |                       |                       |                   |          |                   |                   |

## Weblink
- Offizielle Webseite der Junior League World Series